# زولتان كوفاتش
زولتان كوفاتش (بالمجرية: Kovács Zoltán)‏ (29 أكتوبر 1984 في المجر - ) هو لاعب كرة قدم مجري في مركز حراسة المرمى. لعب مع أريس ليماسول ودينامو بوخارست ونادي أويبست ونادي بودابست ونادي ديوسجوري ونيا سلاميس فاماغوستا وKaposvári Rákóczi FC ‏ ونادي سيوفوك ‏.

## وصلات خارجية
- زولتان كوفاتش على موقع قاعدة بيانات كرة القدم.إي يو (الإنجليزية)